# Toltékové
Jako Toltékové se označují obyvatelé státního útvaru ve Střední Americe, existujícího v době předkolumbovské Ameriky. Výraz Toltékové byl použit v mnoha středoamerických studiích provedených různými akademiky, kteří poukazovali na aztécké předky. Toltékové jsou prvními, o nichž se zmiňují anály Údolí Mexika, avšak vzhledem k různým pověrám a mýtům, které přežily, se v minulosti pochybovalo o jejich existenci. Dodnes se přesně neví, zda byli původní etnikum, nebo spíše mýtem Aztéků a jiných civilizací. Toltékové mluvili nahujsky, stejně jako Aztékové a ostatní kmeny západního Mexika. Tento jazyk dodnes přežívá ve středním Mexiku a mluví jím více než milion lidí.
Etnoložka a historička Markéta Křížová uvádí, že Toltékové nejspíš nikdy neexistovali a jde jen o módní vlnu New Age. Skeptická k existenci etnika je i religionistka Mgr. Zuzana Marie Kostićová, Ph.D., která se zabývá historií starých mezoamerických náboženství a na základě mnoha pramenů nelze určit, zda kultura vůbec existovala.

## Geografie

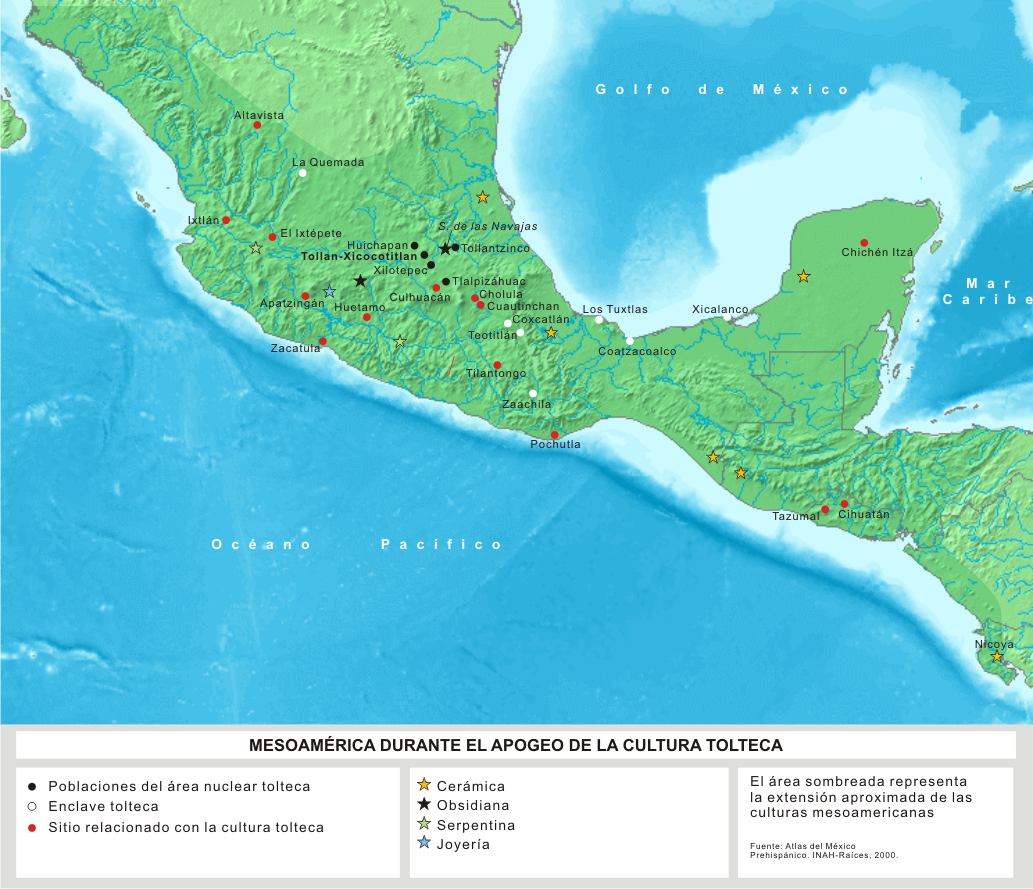
Mapa tehdejší Střední Ameriky

Toltékové vládli velkému území v Mexiku ze svého hlavního města Tuly. Kolem roku 850 se Mayové přesunuli na sever, na poloostrov Yucatán a moc Toltéků se tak upevnila. V 10. století říše Toltéků vzkvétala, avšak okolo roku 1100 byla napadena cizími kmeny a Toltékové byli vyhnáni na Yucatán. Velká část Toltéků se usadila v mayském městě Chichén Itzá a pravděpodobně pomohla postavit městský chrám. Kolem roku 1160 napadly cizí kmeny i Chichén Itzá a Toltékové byli od Mayů odtrženi. Ti se přesunuli do nových měst, jako je Mayapán.

## Kultura

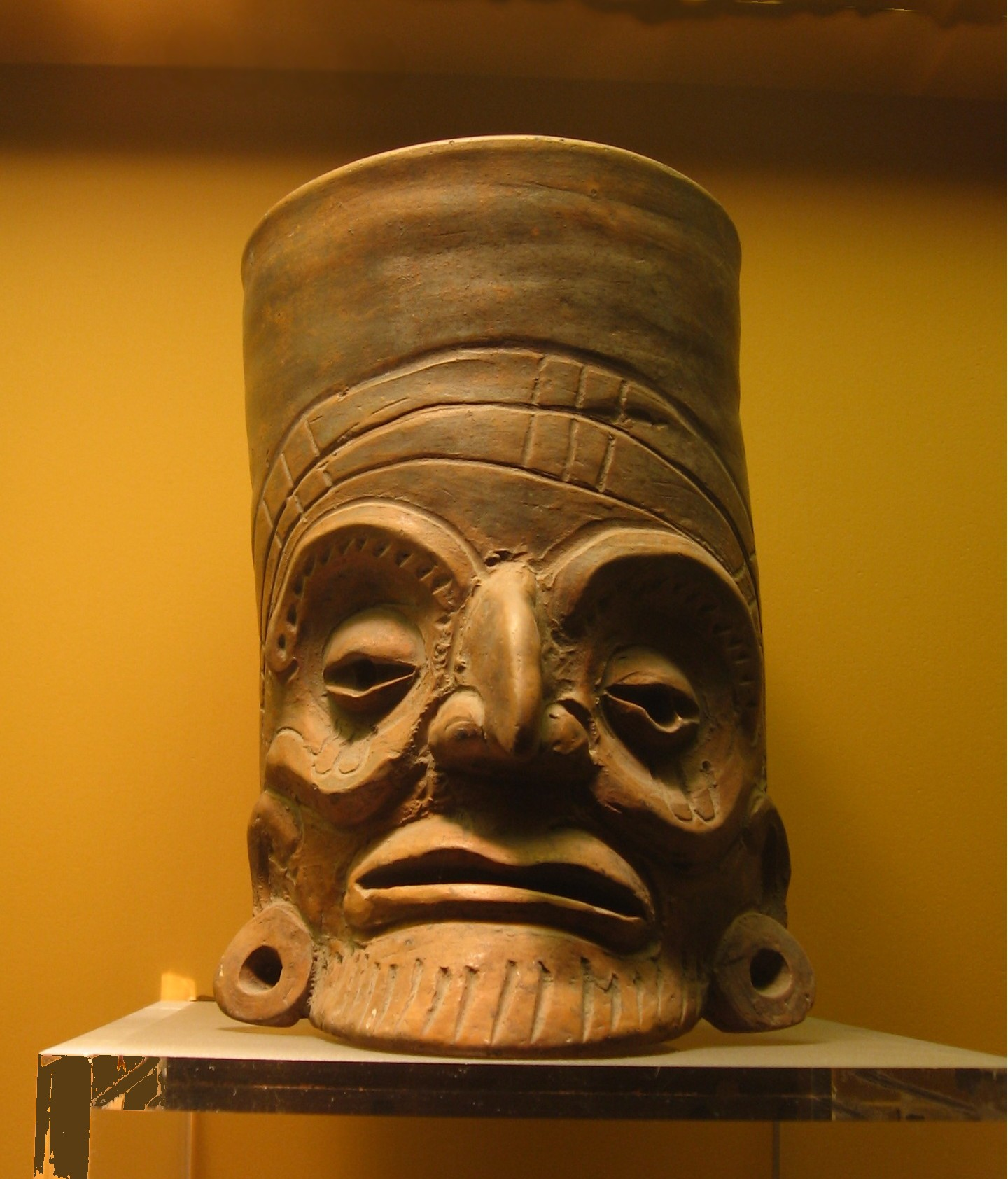
Toltécká nádoba z oranžového jílu

Toltékové jsou považováni za velmi zkušené stavitele. Jejich styl stavby se od počátku nezměnil, podobně jako u Teotihuacánu. Samotná architektura Tuly není ničím zvláštní, ale některé její prvky jako sloupy, dekorace a figurky byly nalezeny i v Chichén Itzá. Stavěli různé paláce, domy a parní lázně (temascal, dodnes užívané indiány) pomocí kamene a malty. Kromě stavitelství byli Toltékové i odborníci v zemědělství. Pěstovali kukuřici, kakao, chilli papričky, bavlnu a další plodiny. Z bavlny dokázali upříst nitě a tkát velmi pevné a tenké látky. Toltékové také rádi získávali výměnným obchodem keramiku z různých míst. Můžeme u nich tedy najít keramiku z Puebly, Veracruzu, Chichén Itzá, z Guatemaly, Salvadoru, Panamy i Kostariky. To poukazuje na to, že Toltékové měli kontakty na všechny tehdy vyspělé civilizace v blízkém i širším okolí. 

Celou říši řídil jeden válečník urozeného původu. Tito válečníci byli rozdělení na mnoho klanů, např. na klany orlů, kojotů nebo jaguárů. Náčelník se oblékal podobně jako kněží, měl jen jednu ženu a ani jeden se po smrti druhého nesměl znovu oženit, na rozdíl od prostého lidu, kde muži mohli mít další ženu. Náčelníkova manželka také mohla dědit.

## Náboženství Toltéků

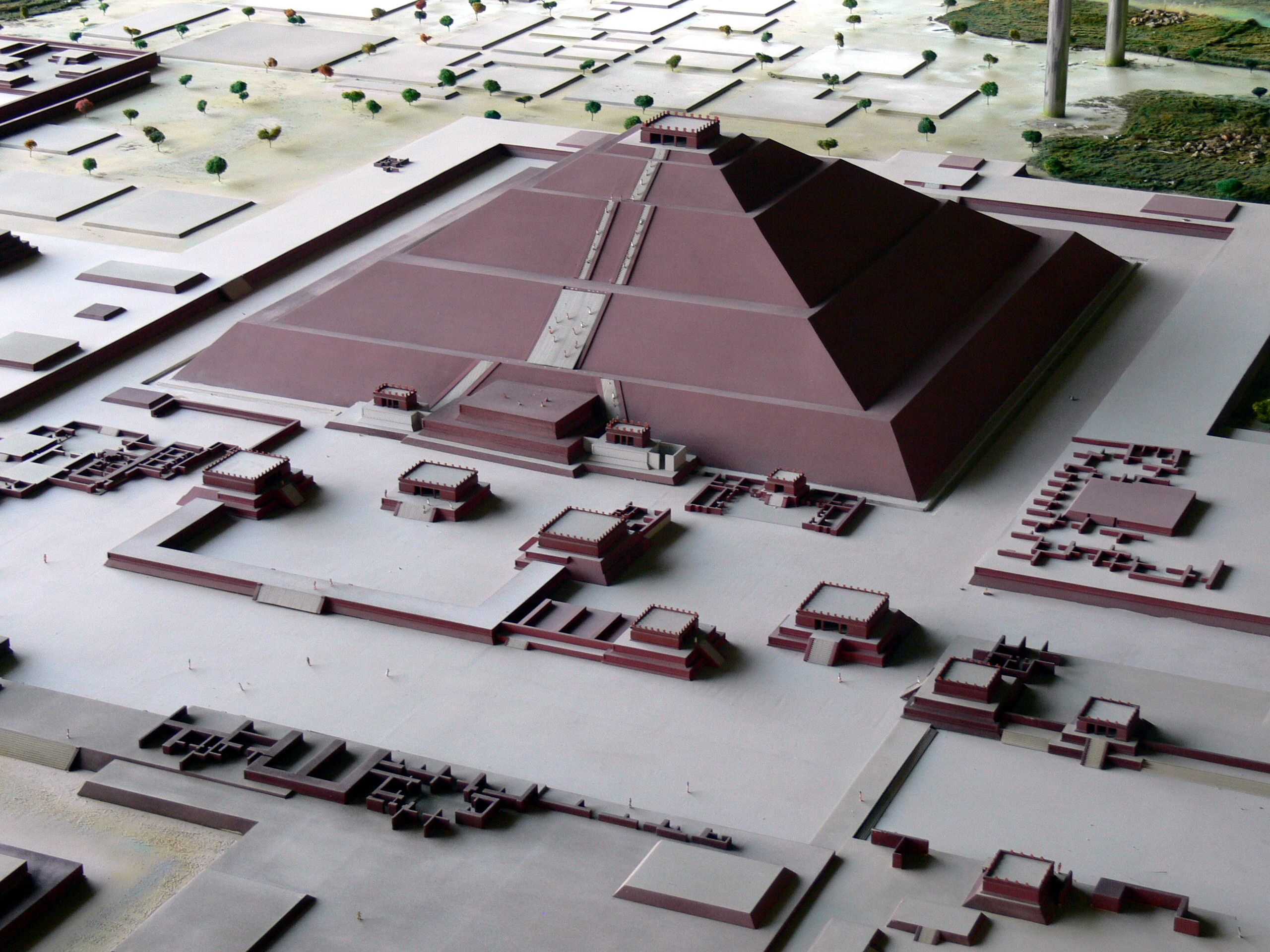
Model Pyramidy Slunce v Teotihuacánu

O toltéckém náboženství se dochovaly jen kusé informace. Toltékové uctívali tradiční středoamerické bohy. Stejně jako před nimi Olmékové a později Aztékové, i Toltékové prováděli obřady, při kterých svým bohům obětovávali lidské zajatce, získané z válek. Quetzalcoatl byl hlavní bůh v podobě opeřeného hada. Byl bohem dobra, filosofie, kultury, plodnosti, světla a vzdělání. Jméno Quetzalcoatl však přijímali i nejvyšší z kněží. Jeho kult byl pravděpodobně přinesen do Tuly toltéckým vládcem Topiltzinem z Xochicalca spolu s nábožensky založenou hrou tlachtli.
Další z bohů, Tezcatlipoca vládl tyranii, válkám a zlu. Měl podobu zkaleného zrcadla. Mezi původními bohy uctívali také božstvo Tloque Nahuaque a Tlaloca, boha deště. Vedle těchto nejdůležitějších božstev uctívali Toltékové další, avšak ne tak významné.

### Kalendář
Toltékové měli kalendář, který byl velmi podobný kalendáři mayskému a aztéckému. Jeden rok měl 260 dnů, 52 let pro ně znamenalo něco jako naše současné „století“. Každý měsíc, který čítal dohromady 20 dní, se pořádaly trhy, většinou ve větších městech jako Tula, Teotihuacán, Cholula, Tultitlán, Tulancingo, Cuernavaca a několika dalších.

### Pohřbívání
Ačkoliv byla Tula hlavním centrem Toltécké říše, nikdy zde nebyly nalezeny žádné hroby. Ty se našly až v Las Palmas v Teotihuacánu. Zjistilo se, že byly dva způsoby pohřbívání: první, kdy bylo pohřbeno celé tělo, a druhý, kde se pohřbívala jen lebka umístěna mezi dvě misky, někdy také jen přikrytá jednou. Historikové se domnívají, že tento druhý způsob může mít souvislost s kultem božstva Xipe Totec, jež nejspíš Toltékové v mazapanském období uctívali. V Tule však doposud nebyly nalezeny známky uctívání tohoto božstva.

### Mytologie
Jeden z hlavních příběhů toltécké mytologie pojednává podle Ixtlilxochitla o stvoření světa. Tento mýtus nejspíš později přejali Aztékové do své mytologie. Vše začíná stvořením prvního světa ze čtyř, každému světu se říkalo Slunce. První svět, Slunce Vody, existovalo 1716 let a nakonec bylo zničeno záplavami. Druhý svět, Slunce Země, byl zničen zemětřesením. Třetím bylo Slunce Větru, kde žily kmeny Olméků a Xicalanků, které pobily obry a ovládli území až po Tabasco. Protože se ale lidé neučili učením Huemaca (někdy také nazývaného Quetzalcoatla), předurčil, že tento svět bude zničen vichřicí a lidé proměněni v opice. Tímto způsobem byl také třetí svět zničen a nastoupil nový, současný čtvrtý svět, Slunce Ohně. Ten má skončit velkým požárem.

## Historie

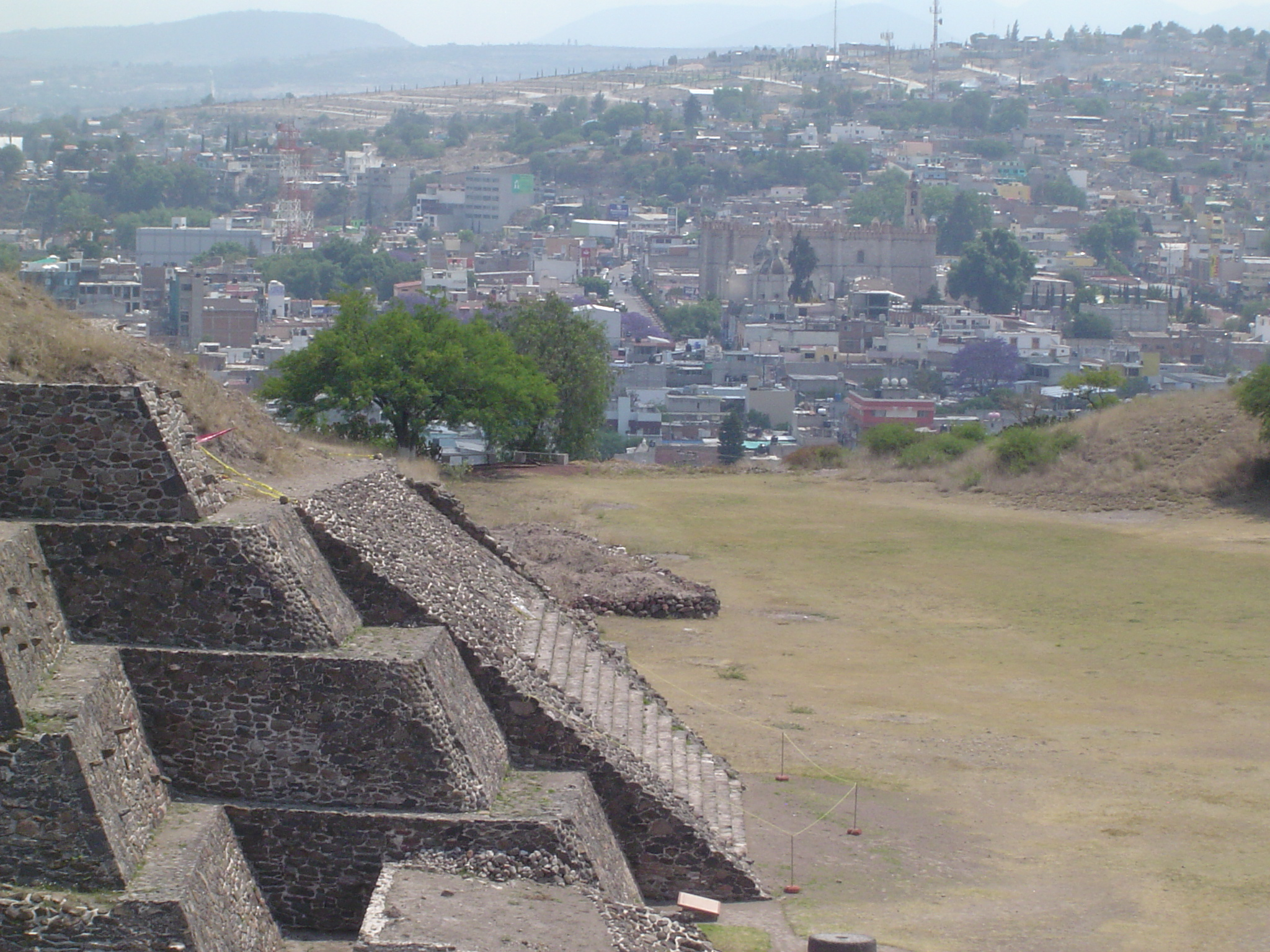
Tula, hlavní město Toltécké říše

Historii Toltéků můžeme sledovat ze dvou pramenů, a to buď z Análů z Cuauhtitlánu anebo z historie sepsané historikem Ixtlilxochitlem. Anály z Cuahtitlánu částečně souhlasí s Ixtlilxochitlem, na rozdíl od něj však odpovídá lépe archeologickým nálezům. Ixtlilxochitl je však přehlíží a zaměřuje se na historii z pohledu mytologie a ústní slovesnosti. Podle obou pramenů Toltékové nejdřív putovali Mexikem založili město Tollan. Dnes víme, že se jedná o město Tula ve státě Hidalgo.

### Podle Ixtlilxochtliho
Historie podle Ixtlilxochitla začíná mytologickým stvořením světa a čtyřech Sluncí. Kmeny pak putovaly Mexikem, pod vedením kněze Huemaca, který nechal postavit město Tollan. Podle legend si po založení Tuly Toltékové vybrali svého nového panovníka, který pak vládl jedno aztécké století – 52 let. Huemac zemřel až za vlády druhého panovníka ve věku 300 let, před svou smrtí však ještě sestavil knihu historie a proroctví. Šestý vládce Mitl jako první porušil pravidlo trvání vlády 52 let, ale za to rozšířil své území a vystavěl mnoho staveb.

Za vlády osmého panovníka zavedla žena Xochitl nápoj zvaný pulque, který je dodnes běžným nápojem této oblasti. Topiltzin, v pořadí devátý panovník, zavedl míčovou hru (Tlachtli). Během jeho vlády se přihodilo několik událostí jako hladomor, nemoci, revolty a útoky cizích vojsk. To vše vedlo k rozpadu Toltécké říše, lidé utekli do Tabaska nebo Guatemaly. Ti, kteří zůstali, byli uznáváni jako vznešení.

### Podle Análů z Cuauhtitlánu
Mixcoatl (jinak nazýván Totepeuh), druhý vládce, uctíval kult Tezcatlipocy a založil si sídlo na Hvězdném vrchu. Podle legend se zde sešel s dívkou Chimalmou, která mu porodila syna, ale sama však zemřela. Mixcoatla pak zabil jeho bratr Ihuitimal a ten se tedy ujal trůnu. Chimalmin syn, Topiltzin, byl pak odnesen Quetzalcoatlovými kněžími do Xochicalca a jakmile vyrostl, vydal se na Hvězdný vrch pomstít otce. V souboji zabil svého strýce Ihuitimala a sám se vydal do Tuly, kde založil nové hlavní město Toltéků. Následně se snažil vymýtit zbytky kultu Tezcatlipocy spojené s lidskými oběťmi, zavedl kult jediného boha Quetzalcoatla a rituální míčovou hru, která ale nebyla tehdy spojena s obětováním poraženého mužstva. Po několika sporech ohledně náboženství byl vypuzen z Tuly a začal v letech 980 cestovat. Navštívil území Mixtéků a Mayů, kde kázal o svém bohu. Tula se zhroutila až za vlády Huemacovy, kdy začíná nová historie Toltéků-Čičiméků. Ti putovali Mexikem, až nakonec dorazili na území Mayů (nejspíš se tak stalo r. 1194).

### Fakta
Toltécké staré město, nyní přezdívané „Malá Tula“ (Tula Chico), se zrodilo okolo 700 n. l. a Toltékové zde nejspíš začali žít vedle původních obyvatel území. Malá Tula byla sice založena pod vlivem Teotihuacánu, ale El Tajin, Xochicalco a Čičimékové ovlivňovali její vzhled. Podle druhého názoru Mixtékové a Zapotékové ovlivňovali samotné Toltéky.

Teotihuacán se rozpadl zhruba v letech 700-750, možná vinou Toltéků, Xochicalcu nebo kvůli lupičům, vzpourám či suchu. Po pádu této velmoci nemělo toto území v xochicalcském období v letech 750-870 žádnou větší významnou říši. Předpokládá se, že Xochicalco možná ovlivnilo zrod moci Toltéků, mimo jiné z toho důvodu, že se slavný toltécký vůdce Topiltzin Ce Acatl Quetzalcoatl narodil podle tradice právě v Xochicalcu.

Toltékové převzali náboženství a většinu rysů architektury Teotihuacánu. Podle pověstí se v letech 923-947 n. l. toltécký vládce Topiltzin Ce Acatl Quetzalcoatl přinesl kult boha opeřeného hada – Quetzalcoatla, který později dál energicky rozšiřovali do okolí. Jeho protivníci, kteří přinesli kult boha Tetzcatlipocy, ho porazili na počátku roku 900 n. l. v občanské válce a on pravděpodobně uprchl na Yucatán. Podle archeologických vykopávek se v této době začala stavět „Velká Tula“ (Tula Grande) v blízké vzdálenosti od „Malé Tuly“. Toltékové začali cestovat a došli dokonce až do mayského města Chichén Itzá, kde začala vzkvétat toltécko-mayská kultura, poslední vzestup Mayů. Toltékové ovlivnili také vývoj tzv. mayského Puuc stylu. Spekuluje se také o možném vlivu Mazapanské kultury na Toltéky.

Tula byla podrobena zhruba roku 1169 čičiméckými útoky. Město bylo vypáleno a kamenné sochy pyramid zničeny. Někdy mezi lety 1100-1200 se na bývalých ruinách zrodil nový toltécký stát, vojevůdce Xochlatlin mezitím rozšířil Čičiméckou říši a ovládl tak celé Údolí Mexika. Okolo roku 1250 se obnovená Toltécká říše rozpadla pod novými čičiméckými útoky vedené náčelníkem Xolotlem a poslední toltécká knížata uprchla do Choluly a Culhuacanu. Toltécký vliv se stále držel na území Mayů-Kičé (Quiché Maya) a národu Itzá. Toltékové byli významný národ, soudě podle toho, že vůdci Aztéků tvrdili sami o sobě, že jsou potomky culhuacanských vůdců.

## Pravděpodobní vládci Toltéků
Tento seznam je sestaven podle archeologických nálezů, místy je podobný informacím z Análů z Cuauhtitlánu. Samotná data vlády by byla nepřesná a jedná se spíš o předpoklady.
- Chalchiuh Tlatonac – zakladatel centra Toltécké říše (Tula), první toltécký vládce
- Mixcoamazatzin
- Huetzin
- Mixcoatl Totepeuh
- Ihuitimal
- Topiltzin Ce Acatl Quetzalcoatl – Mixcoatliho syn, slavný toltécký vládce
- Matlacxochitzin
- Nauhyotzin
- Matlacoatzin
- Tlilcoatzin – zemřel zhruba v r. 1000
- Huemac – poslední toltécký vládce, zemřel v exilu zhruba okolo roku 1100, šest let po úpadku Tuly

## Kontroverzní teorie

### Toltékové z Atlantidy
Podle teozofické nauky existovalo sedm ras, které měly dalších sedm podras. Jedna z nejdůležitějších podras čtvrté rasy, Atlanťanů, byli Toltékové, kteří vytvořili vyspělou atlantskou civilizaci, o níž se později zmiňoval Platón. Jejich potomci později založili říši ve Střední Americe.

Toltéky z Atlantidy popsal obchodní bankéř William Scott-Eliot ve svých dílech Příběh o Atlantidě a Ztracená Lemurie. Měli pleť barvy mědi, rysy podobné Řekům a průměrnou výšku 240 cm. Mluvili jazykem nahuatl, který později používali jejich přeživší potomci – mezoameričtí Toltékové – a nakonec i Aztékové. Zpočátku byli rozděleni do různých bojovných kmenů a válčili s ostatními rasami. Nakonec se spojili v konfederaci a podmanili si ostatní rasy, načež následoval jejich velký rozkvět. Založili si hlavní město – Město zlatých bran, neboli Město vod. Měli vyspělou technologii, architekturu, řemesla a byli také výteční astronomové.

### Moderní Toltékové
Ve 20. století sepsal kontroverzní spisovatel Carlos Castaneda knihy o toltéckých tradicích a magických rituálech. Mnoho z těchto děl se staly bestsellery v letech 1968 až 1998. Při studii užívání léčivých rostlin (entheogenů) u domorodých obyvatel na jihozápadě USA a Mexika, se údajně setkal s jakiským indiánem nazývaným Don Juan Matus z tajemného toltéckého kmene čarodějů, který přežil koloniální éru. Castaneda je neoznačil jako Toltéky, nýbrž jako mudrce nebo duchovní bojovníci. Podle Castanedy, Don Juan Matus řekl, že výraz Toltékové použila jeho skupina jako vzpomínku na lidi mnohem starší než ty, které známe z historických knih. Mezi lidmi se stal termín Toltékové oblíbený díky knihám Dona Miguela Ruize (v USA) a knihám Franka Diaze (v Mexiku), který odkazoval na jejich praktiky (Toltecayotl). V souvislosti s nimi se v literatuře o duchovním rozvoji objevuje pojem čtyři toltécké dohody (respektive pět podle Ruizovy nové knihy). Ve skutečnosti, výraz Tolték všeobecně znamená řemeslník nejvyšší úrovně a nemusí poukazovat na Toltéckou civilizaci s centrem v Tule.